# Papp Attila Zsolt
Papp Attila Zsolt (Lugos, 1979. május 10. –) erdélyi magyar költő, szerkesztő.

## Élete
1979. május 10-én született Lugoson, bánsági magyar pedagóguscsaládban. Édesanyja Papp Gabriella tanítónő, édesapja Papp Mihály biológiatanár, volt iskolaigazgató. Édesapja kihelyezését követően Gyergyóremetén nőtt fel.
Gyergyószentmiklóson járt középiskolába, a Salamon Ernő Gimnázium idegen nyelv osztályában. 1998–2002 között a Babeș–Bolyai Tudományegyetem Bölcsészettudományi Karának magyar-román szakos hallgatója, ekkor jelennek meg első szépirodalmi publikációi, többek közt a kolozsvári Helikon irodalmi folyóirat Serény Múmia című betétlapjában. 2003–2007 között elvégezte a Sapientia Erdélyi Magyar Tudományegyetem fotó-film-média szakát.
2008-ban csatlakozott a Helikon irodalmi folyóirat szerkesztőségéhez a társművészetek, később az interjúrovat felelős szerkesztőjeként. Szinte két évtizedet töltött emellett a napisajtó világában: a Krónika napilap kulturális rovatának, illetve Szempont nevű kulturális-közéleti mellékletének szerkesztője, később a 2014-ben megalakult főtér.ro portál főszerkesztője 2018 februárjáig, 2022 decemberéig a portál főmunkatársa. 2009-től a Filmtett erdélyi filmes portál szerkesztője.
Felesége Demeter Zsuzsa irodalomtörténész, kritikus, a Helikon irodalmi folyóirat főszerkesztő-helyettese, akivel három lánygyermeket nevelnek.

## Művei
Papp Attila Zsolt az 1990-es évek végétől publikál erdélyi és magyarországi irodalmi-kulturális lapokban, folyóiratokban.  
Debütkötete 2002-ben jelenik meg A Dél kísértése címmel (Erdélyi Híradó Kiadó – Fiatal Írók Szövetsége, Kolozsvár–Budapest), amelyért ugyanebben az évben elnyeri a Romániai Írók Szövetsége debütdíját. A Babeș–Bolyai Tudományegyetemen befejezett tanulmányai során irodalmi pályája bátorításaként az 1998 óta fennálló Mikó András Alapítvány a fiatalon elhunyt pályakezdő szerzőről elnevezett Mikó András-díjban részesítette. Vízimozi című kötete megjelenése után a Szárhegyi Írótábor Csiki László Irodalmi Díjával tüntették ki. 2022-ben a Székelyföld kulturális folyóirat Székelyföld-díjasa, 2024-ben a Látó szépirodalmi folyóirat nívódíjjasa vers kategóriában. „Papp Attila Zsolt költészete érett hangon szólal meg, gondolkodik a világról, de nem szentenciákat keres, hanem a megértés felé vezető utat” – áll André Ferenc laudációjában a 2024-ben neki ítélt Látó-nívódíj elé.
Verseiben gyakran tematizál déli mítoszokat, kapcsolatokat, személyes útkeresést, majd későbbi köteteiben egyre hangsúlyosabbá válik a tudományos-fantasztikus irodalom, filmvilág, illetve az angolszász romantika iránti érdeklődése – ez utóbbiból indul ki Villa Diodati című, 2025-ben megjelent kötetében. Saját bevallása szerint nem grafomán szerző, a kétezres évek elejétől mindössze öt önálló verseskötete jelent meg, ugyanakkor versei és műfordításai gyakran jelennek meg magyar és román nyelvű antológiákban.
Az Erdélyi Magyar Írók Ligájának, a Fiatal Írók Szövetségének és a Romániai Írók Szövetségének tagja. 

## Díjai
- A Romániai Írók Szövetségének debütdíja (2002)[22]
- Mikó András-díj (2002)[23]
- Csiki László Irodalmi Díj (2014)[24]
- A Székelyföld kulturális folyóirat Székelyföld-díja (2022)[25]
- A marosvásárhelyi Látó szépirodalmi folyóirat nívódíja (2024)[26]

## Kötetei
- A Dél kísértése (versek). Erdélyi Híradó Kiadó – Fiatal Írók Szövetsége, Kolozsvár–Budapest, 2002.
- Fogadó a senkiföldjén (versek). Erdélyi Híradó Kiadó–Előretolt Helyőrség Szépirodalmi Páholy, Kolozsvár, 2008.
- Vízimozi (versek). Erdélyi Híradó Kiadó – Előretolt Helyőrség Szépirodalmi Páholy – Fiatal Írók Szövetsége, Kolozsvár–Budapest, 2014.
- Az atlantiszi villamos (versek). Orpheusz Kiadó – Erdélyi Híradó Kiadó, Budapest–Kolozsvár, 2018.
- Villa Diodati (versek). Erdélyi Híradó Kiadó – Szépirodalmi Figyelő Alapítvány, Kolozsvár–Budapest, 2025.